# Monaco a 2006. évi téli olimpiai játékokon
Monaco az olaszországi Torinóban megrendezett 2006. évi téli olimpiai játékok egyik részt vevő nemzete volt. Az országot az olimpián 2 sportágban 4 sportoló képviselte, akik érmet nem szereztek.

## Alpesisí
Férfi
| Versenyző     | Versenyszám            | 1. futam      | 1. futam      | 2. futam | 2. futam | Összesítés | Összesítés |
| Versenyző     | Versenyszám            | Idő           | Hely.         | Idő      | Hely.    | Idő        | Helyezés   |
| ------------- | ---------------------- | ------------- | ------------- | -------- | -------- | ---------- | ---------- |
| Olivier Jenot | Műlesiklás             | 1:03,85       | 50.           | 55,28    | 30.      | 1:59,13    | 34.        |
| Olivier Jenot | Óriás-műlesiklás       | nem ért célba | nem ért célba | kiesett  | kiesett  | kiesett    | kiesett    |
| Olivier Jenot | Szuperóriás-műlesiklás |               |               |          |          | 1:37,03    | 48.        |

Női
| Versenyző         | Versenyszám            | 1. futam      | 1. futam      | 2. futam | 2. futam | Összesítés | Összesítés |
| Versenyző         | Versenyszám            | Idő           | Hely.         | Idő      | Hely.    | Idő        | Helyezés   |
| ----------------- | ---------------------- | ------------- | ------------- | -------- | -------- | ---------- | ---------- |
| Alexandra Coletti | Lesiklás               |               |               |          |          | 2:01,34    | 31.        |
| Alexandra Coletti | Műlesiklás             | 45,38         | 32.           | 50,58    | 35.      | 1:35,96    | 33.        |
| Alexandra Coletti | Óriás-műlesiklás       | nem ért célba | nem ért célba | kiesett  | kiesett  | kiesett    | kiesett    |
| Alexandra Coletti | Szuperóriás-műlesiklás |               |               |          |          | 1:37,02    | 41.        |

| Versenyző         | Versenyszám | Műlesiklás    | Műlesiklás    | Műlesiklás | Műlesiklás | Műlesiklás | Műlesiklás | Lesiklás | Lesiklás | Összesítés | Összesítés |
| Versenyző         | Versenyszám | 1. futam      | 1. futam      | 2. futam   | 2. futam   | Össz.      | Össz.      | Lesiklás | Lesiklás | Összesítés | Összesítés |
| Versenyző         | Versenyszám | Idő           | Hely.         | Idő        | Hely.      | Idő        | Hely.      | Idő      | Hely.    | Idő        | Helyezés   |
| ----------------- | ----------- | ------------- | ------------- | ---------- | ---------- | ---------- | ---------- | -------- | -------- | ---------- | ---------- |
| Alexandra Coletti | Összetett   | nem ért célba | nem ért célba | kiesett    | kiesett    | kiesett    | kiesett    | kiesett  | kiesett  | kiesett    | kiesett    |

## Bob
Férfi
| Versenyző                      | Versenyszám | 1. futam | 1. futam | 2. futam | 2. futam | 3. futam | 3. futam | 4. futam | 4. futam | Összesítés | Összesítés |
| Versenyző                      | Versenyszám | Idő      | Hely.    | Idő      | Hely.    | Idő      | Hely.    | Idő      | Hely.    | Idő        | Helyezés   |
| ------------------------------ | ----------- | -------- | -------- | -------- | -------- | -------- | -------- | -------- | -------- | ---------- | ---------- |
| Jeremy Bottin Patrice Servelle | Kettes      | 56,21    | 14.      | 56,13    | 15.      | 56,67    | 11.      | 57,08    | 13.*     | 3:46,09    | 12.        |

* - egy másik csapattal azonos eredményt ért el